# 玉曲 (热曲)
玉曲（藏語：གཡུ་ཆུ，威利转写：gyu chu），位于中国西藏自治区昌都市卡若区境内的一条河流，是热曲右岸支流。发源于卡若区北部吉热荣左山以北，先蜿蜒向东北流，之后折向东南流，经拉多乡嘎扣村、瓦措村、恰龙村等地，至拉多乡政府驻地（嘎来村）以西折向西南流，至西那村折向西，注入热曲。河长45千米，流域面积640平方千米，落差920米。流域内为高山峡谷地貌，河谷宽窄详见。河岸由小块农田分布，灌丛草地分布广泛。